# Bergendy Péter (zenész)
Bergendy Péter (Szolnok, 1941. szeptember 2.) magyar zenész, szaxofonos, fuvolás, Bergendy István öccse, Bergendy Péter filmrendező édesapja, a Bergendy-együttes tagja.

## Életútja
Szülei: Bergendy István és Patai Julianna. 1955 és 1959 között Verseghy Ferenc Gimnázium orosz tagozatán tanult, itt érettségizett. Ezután családjával együtt Budapestre költöztek az Erzsébet királyné útjára. 1959-60-ban a Marx Károly Közgazdasági Egyetem előkészítőjére járt, 1960-tól 1965-ig tervező matematika szakos hallgató volt. 1953 óta játszik tangóharmónikán, majd amikor 1956 októberében édesapja Csehszlovákiából hozott számára egy B-tenorszaxofont, ekkor döntötte el, hogy szaxofonos lesz. 1956-ban gimnáziumi zenekarban játszott testvérével. 1965-ben az első magyar zenekar tagjaként Rómában turnézott. 1965–66-ban az Építésügyi Minisztérium Számítógépközpontjában dolgozott mint kutató matematikus. 1966 és 1969 között a Bergendy Zenekarral számos külföldi turnén vettek részt (Zürich, Bázel, Genf, NSZK, Dánia, Lengyelország, Svájc). Az 1969-es Táncdalfesztiválon előadták a Te vagy a lexebb című dalt. 1970-ben a Mindig ugyanúgy című számmal országos ismertségre tettek szert, az 1972-es Táncdalfesztiválon az Úgy szeretném című számmal II. helyezést értek el. 1982-től a 14 tagú Bergendy Szalonzenekarban a zenei tevékenységen túl koordinátori feladatokat is ellátott.

## Kitüntetései
- 1973: NSZK fellépésért miniszteri dicséret
- 1996: MSZOSZ díj
- Rádió nívódíjak

## Lemezei
- Lásd: Bergendy-diszkográfia